# Erzbistum Acapulco
Das Erzbistum Acapulco (lat.: Archidioecesis Acapulcana, span.: Arquidiócesis de Acapulco) ist eine in Mexiko gelegene römisch-katholische Erzdiözese mit Sitz in Acapulco.

## Geschichte

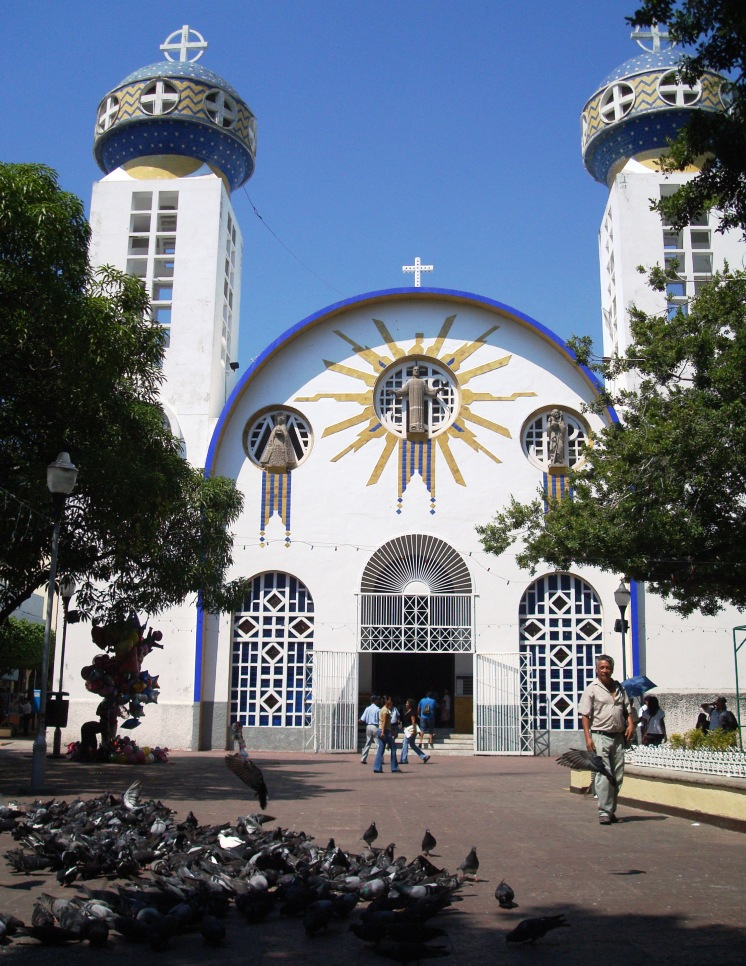
Kathedrale Nuestra Señora de la Soledad in Acapulco

Das Erzbistum Acapulco wurde am 18. März 1958 durch Papst Pius XII. mit der Apostolischen Konstitution Quo aptiori aus Gebietsabtretungen des Bistums Chilapa als Bistum Acapulco errichtet und dem Erzbistum Mexiko als Suffraganbistum unterstellt. Am 27. Oktober 1964 gab das Bistum Acapulco Teile seines Territoriums zur Gründung des mit der Apostolischen Konstitution Populo Dei errichteten Bistums Ciudad Altamirano ab.
Am 10. Februar 1983 wurde das Bistum Acapulco durch Papst Johannes Paul II. mit der Apostolischen Konstitution Quo maius zum Erzbistum erhoben.

## Ordinarien

### Bischöfe von Acapulco
- José del Pilar Quezada Valdéz, 1958–1976
- Rafael Bello Ruiz, 1976–1983

### Erzbischöfe von Acapulco
- Rafael Bello Ruiz, 1983–2001
- Felipe Aguirre Franco, 2001–2010
- Carlos Garfias Merlos, 2010–2016, dann Erzbischof von Morelia
- Leopoldo González González, seit 2017